# Jean-Henri Levasseur
Jean-Henri Levasseur (Beaumont-sur-Oise, 29 maggio 1764 – Parigi, 1826) è stato un violoncellista e compositore francese.

## Biografia
Jean-Henri Levasseur studiò violoncello con François Cupis de Renoussard e Jean-Louis Duport. Nel 1789 fu violoncellista nell'orchestra dell'Opera di Parigi fino al 1823. Fu professore del Conservatorio di Parigi, avendo come  studenti Jacques-Michel Hurel de Lamare, Charles Baudiot e Louis Norblin.

## Opere principali
- Sonates pour violoncelle, op. 1; Parigi
- Duos pour deux violoncelles, Parigi
- Exercices pour le violoncelle, op. 10, Parigi